# Salzwesen
Das Salzwesen bezeichnete zur Zeit des Salzmonopols im Mittelalter und der Frühen Neuzeit im deutschen Sprachraum zum einen das Wissensgebiet um die Salzgewinnung durch bergmännischen Abbau von Steinsalz sowie Bohrlochsolung und salzhaltige Oberflächengewässer in Salinen oder Gradierwerken, zum anderen die dem Staat vorbehaltene kommerzielle Vermarktung von Salz wie dessen Verarbeitung, Portionierung, Preisfindung, Besteuerung und Vertrieb.
Nach Franz Xaver Anton von Stubenrauchs „Unterricht vom Salzwesen“ (1771) handelt das Wissensgebiet „von dem Salze selbstens, von der Art und Weise wie es gewonnen wird,“ sowie „von dem Gebrauche, den der Staat von seinen Salzwerken machen kann“. Nach Joachim Heinrich Campes Wörterbuch der deutschen Sprache von 1810 beschäftigt sich das Salzwesen mit allem „was die Salzwerke und besonders das Salzsieden betrifft“. Die Oeconomische Encyclopädie von Johann Georg Krünitz führte 1824 aus: „Salzwesen, das Ganze, was auf die Salzwerke, den Salzdebit etc. eines Staates Bezug hat. Eigentlich wird unter Salzwesen die ganze Verwaltung des Salzregals verstanden.“
Die Salzämter der Habsburgermonarchie waren übliche Behörden, die den Salzabbau und den Salzhandel überwachten, der ein wichtiges Monopol des jeweiligen Herrschers (Salzmonopol) darstellte. Anlässlich der Freigabe des Salzhandels in Wien wurde das Wiener Salzamt am 1. April 1824 aufgelöst, 1829 wurde der Salzhandel in der gesamten  Monarchie freigegeben. In den Königlich Preußischen Staaten zeichnete die General-Salzdirektion mit ihrem Sitz in Berlin für das „gesammte Salz-Debitswesen“  verantwortlich. 1868 wurde der preußische Salzhandel freigegeben. Im gleichen Jahr wurde auch im Königreich Bayern das Salzhandelmonopol aufgelöst. Das Salzregal in der Schweiz besteht weiter, die Rechte und Pflichten des Salzhandels wurden im Salzkonkordat von 1973 von den Kantonen auf die Schweizer Salinen übertragen.